# Joseph Annor Aziz
Joseph Annor Aziz (ur. 7 stycznia 1974 w Akrze) to były ghański piłkarz występujący na pozycji napastnika. Swoją karierę zaczynał w Ashanti Gold SC. Następnie zaś do 1995 roku był zawodnikiem Accra Hearts of Oak SC. W 1995 roku wyjechał do Polski, gdzie grał w takich klubach jak Polonia Warszawa, Legia Warszawa i Lechia/Olimpia Gdańsk. W 1997 roku wyjechał do peruwiańskiego Sportingu Cristal Lima, który opuścił rok później. W 1998 roku trafił do Niemiec, gdzie był graczem takich klubów jak Stuttgarter Kickers, FC Augsburg i Eintracht Trewir. Ostatnie lata swojej kariery spędził w Holandii, gdzie występował w barwach
SV Babberich i SC Oranje Arnhem. W 2006 roku zakończył karierę, podczas której rozegrał także 12 spotkań dla reprezentacji Ghany. Jego brat, Emmanuel Tetteh, także był piłkarzem i wraz z nim występował w Lechii/Olimpii oraz Polonii.